# Ołeksandr Porycki
Ołeksandr Iwanowycz Porycki, ukr. Олександр Іванович Порицький, ros. Александр Иванович Порицкий, Aleksandr Iwanowicz Poricki (ur. 22 sierpnia 1970 w Chmielnickim) – ukraiński piłkarz, grający na pozycji bramkarza, trener piłkarski.

## Kariera piłkarska
Wychowanek Szkoły Sportowej nr 1 w Chmielnickim. Pierwszy trener Jurij Szapowałow. W 1987 rozpoczął karierę piłkarską w klubie Podilla Chmielnicki. W 1989 został piłkarzem zespołu Karpaty Kamionka Bużańska. Po uzyskaniu niepodległości przez Ukrainę debiutował w składzie Krystału Czortków. Latem 1993 został zaproszony do wyższoligowego Weresu Równe, ale rozegrał tylko jeden mecz w Pucharze Ukrainy. W połowie marca 1994 powrócił do Podilla Chmielnicki. Latem 2000 przeniósł się do FK Krasiłów, a po zakończeniu sezonu odszedł do Frunzeńca Sumy. W 2002 bronił barw amatorskiego zespołu Sokił Brzeżany, a podczas przerwy zimowej sezonu 2002/03 po raz kolejny wrócił do Podilla Chmielnicki, w którym zakończył karierę piłkarza w końcu 2003 roku. Potem grał w zespołach amatorskich Iskra-Podilla Teofipol i Zoria Chorostków.

## Kariera trenerska
Po zakończeniu kariery piłkarza rozpoczął pracę szkoleniowca. Najpierw pracował w Szkole Piłkarskiej w Chmielnickim. Potem przyłączył się do sztabu szkoleniowego Dynamo-Chmelnyćkyj Chmielnicki, w którym pomagał trenować bramkarzy. Kiedy trener Wiktor Murawski podał się do dymisji, od lutego do kwietnia pełnił obowiązki głównego trenera klubu. Potem dalej pomagał trenować bramkarzy w chmielnickim klubie. W lipcu 2013 został zaproszony do sztabu szkoleniowego klubu Wołyni Łuck, gdzie pomagał trenować bramkarzy drużyny U-21.

## Sukcesy i odznaczenia

### Sukcesy piłkarskie
Podilla Chmielnicki
- mistrz grupy A Ukraińskiej Drugiej Ligi: 1998